# Kidal
Kidal város Maliban, az északkeleti Kidal régióban. Az Adrar des Ifoghas-hegység déli lábánál fekszik. Gao-tól 285 km-re északkeletre található. Lakossága több mint 11 000 fő, ezzel a róla elnevezett régió fővárosa.

## Történelme
A települést 1908-ban alapította a francia Bertix parancsnok. A következő évben meg is kezdődött az erőd építése Lanceron hadnagy vezetésével. Az erőd 1917-re épült fel teljesen, majd 1930-ban még bővítették is.
Kidal fontos helyszín volt a tuareg lázadások alatt. Az 1990-es években a város több felkelést is megélt, majd algériai közvetítéssel 2006-ban itt került sor a békekötésre is a tuaregek és Mali között.

## Fordítás
- Ez a szócikk részben vagy egészben  a   Kidal című angol Wikipédia-szócikk fordításán alapul.  Az eredeti cikk szerkesztőit annak laptörténete sorolja fel. Ez a jelzés csupán a megfogalmazás eredetét és a szerzői jogokat jelzi, nem szolgál a cikkben szereplő információk forrásmegjelöléseként.